# Megaphthiria capopennis
Megaphthiria capopennis är en tvåvingeart som först beskrevs av Hall 1976.  Megaphthiria capopennis ingår i släktet Megaphthiria och familjen svävflugor. Inga underarter finns listade i Catalogue of Life.